# فرودگاه بائوکائو
فرودگاه بائوکائو (به انگلیسی: Baucau Airport) یک فرودگاه همگانی و نظامی با کد یاتا BCH است که یک باند فرود آسفالت دارد و طول باند آن ۲۵۰۹ متر است. این فرودگاه در کشور تیمور شرقی قرار دارد و در ارتفاع ۵۴۲ متری از سطح دریا واقع شده‌است.